# Maraton skatowy
Maraton skatowy – wielorundowy turniej skatowy, obejmujący więcej niż 3 rundy (serie) po 24 rozdania w każdej z nich. Najdłuższe maratony liczyły nawet po 15-18 rund, co stanowi ekwiwalent 5-6 standardowych turniejów. Były to często imprezy całonocne – rozpoczynały się one po południu, a kończyły rankiem następnego dnia.

## Pierwsze maratony skatowe w Polsce
Pierwszy maraton w historii polskiego skata rozegrano 25 maja 1984 roku w Klubie Studenckim „Spirala” w Gliwicach. Zorganizowało go kilku ówczesnych studentów Politechniki Śląskiej, a nad jego przebiegiem czuwał Jerzy Niemiec, przewodniczący założonej nieco wcześniej (3 stycznia 1984) sekcji skatowej Politechniki, wspomagany przez Piotra Niemca i Bogusława Nowakowskiego. W porównaniu z późniejszymi maratonami, frekwencja nie była tu jeszcze zbyt duża (54 zawodników), natomiast pod względem długości gry ustanowiono wówczas rekord, którego już nigdy później nie udało się pobić: rozegrano wtedy aż 18 rund po 24 rozdania. Rozgrywki trwały całą noc, a każda z rund trwała około godziny.
Maraton w „Spirali” zakończył się podwójnym triumfem OKS MDK Mikołów – pierwsze miejsce zajął Ryszard Limański, a na drugiej pozycji uplasował się jego kolega z sekcji, Andrzej Kolon. Dopiero najniższe miejsce na podium przypadło graczowi spoza Mikołowa – Wernerowi Wilczkowi z gliwickiego „Zrembu”.
Jeszcze w tym samym roku, w listopadzie, odbył się 15-rundowy Supermaraton, zorganizowany z okazji „Barbórki” przez sekcję skatową „Zameczek”, działającą przy KWK „Siemianowice”. Kierownikiem imprezy był Marian Prauze z Siemianowic, zaś sędzią głównym zawodów – Jerzy Kuźnik z Mikołowa. W tym przypadku był to już maraton całkowicie „pełnowymiarowy”, nie tylko pod względem liczby rund, ale również frekwencji (160 zawodników) oraz rodzaju nagród (walczono m.in. o telewizor kolorowy, motocykl i motorower). Ten drugi w historii maraton wygrał Krystian Kaszuba z sekcji skatowej „Fazos” Tarnowskie Góry, który wyprzedził Józefa Spyrę („Zameczek” Siemianowice) i Ryszarda Lazara (OKS MDK Mikołów).

## Rozkwit i zmierzch maratonów

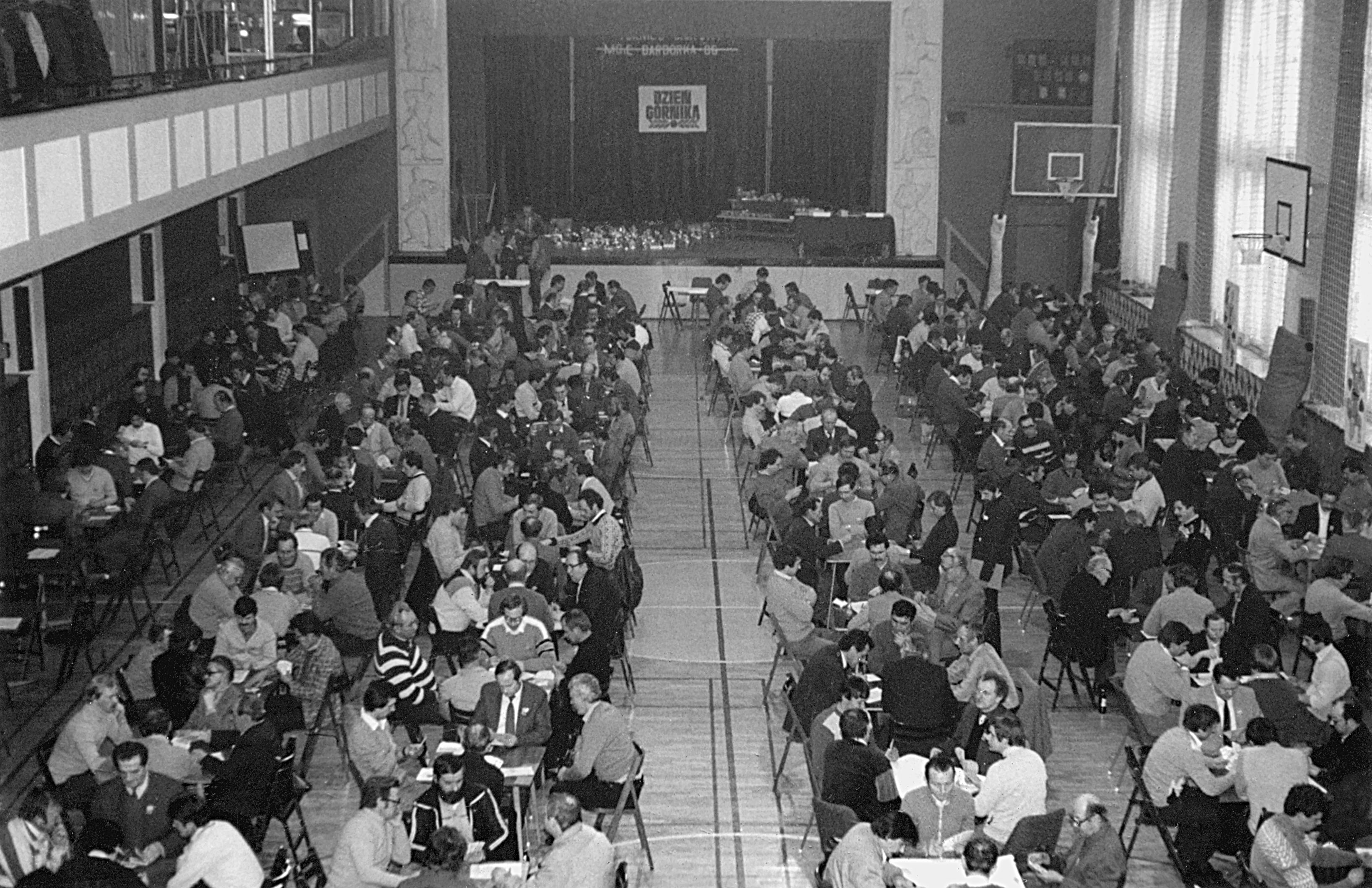
Maraton skatowy "Barbórka'86" w Klubie Skatowym "Famur" w Katowicach-Piotrowicach, 13 XII 1986 roku.

Szczyt popularności maratonów przypadł na lata 1985-1986; organizowano je wówczas w kilkunastu miastach Górnego Śląska, zaś największe spośród nich gromadziły po kilkuset zawodników. Zdarzali się nawet goście z zagranicy. Poza wyjątkową, unikalną atmosferą, uczestników przyciągały także dziesiątki bezcennych, bo niedostępnych w handlu nagród. Walczono m.in. o telewizory, lodówki, zamrażarki, pralki, wirówki, motorowery, meble, a nawet o żywe "wieprzki".
Do najważniejszych ośrodków należały w tym czasie miejscowości: Mikołów (a od 1986 roku Katowice-Piotrowice), Siemianowice Śląskie, Żory oraz Tarnowskie Góry.
Do końca 1985 roku maratony skatowe cieszyły się poparciem Polskiego Związku Skatowego i pierwszego prezesa PZSkat, Jana Jojko. Po jego rezygnacji z tego stanowiska (10 grudnia 1985 roku) nowe władze Związku zaprezentowały odmienny, zdecydowanie krytyczny stosunek do idei maratonów skatowych. Zaowocowało to wydaniem decyzji, w myśl której z dniem 1 września 1986 roku – czyli od początku nowego sezonu skatowego – wprowadzony został bezwzględny zakaz organizowania turniejów wielorundowych przez wszystkie kluby skatowe podlegające strukturom Związku.
Od tego momentu maratony organizowane były wyłącznie przez kluby i sekcje pozostające formalnie poza Polskim Związkiem Skatowym. Największe tego rodzaju imprezy odbywały się wówczas w Klubie Skatowym "Famur", będącym przyzakładową sekcją skatową Fabryki Maszyn Górniczych „Famur” w Katowicach-Piotrowicach. W latach 1986–1988 KS "Famur" zorganizował łącznie 22 maratony skatowe, w tym dwa pełne cykle Grand Prix (1987, 1988) składające się z serii 9 i 10 maratonów. Z końcem 1988 roku klub zakończył działalność.
Po roku 1989 popularność maratonów skatowych radykalnie zmalała. Dziś pojedyncze maratony organizowane są już tylko w kilku ośrodkach, m.in. w Bieruniu, przy czym turnieje te obejmują zwykle do 6 rund (po 24 rozdania), względnie 2 lub 3 rundy po 48 rozdań. Dłuższe imprezy spotyka się bardzo rzadko.